# Procesos industriales del algodón

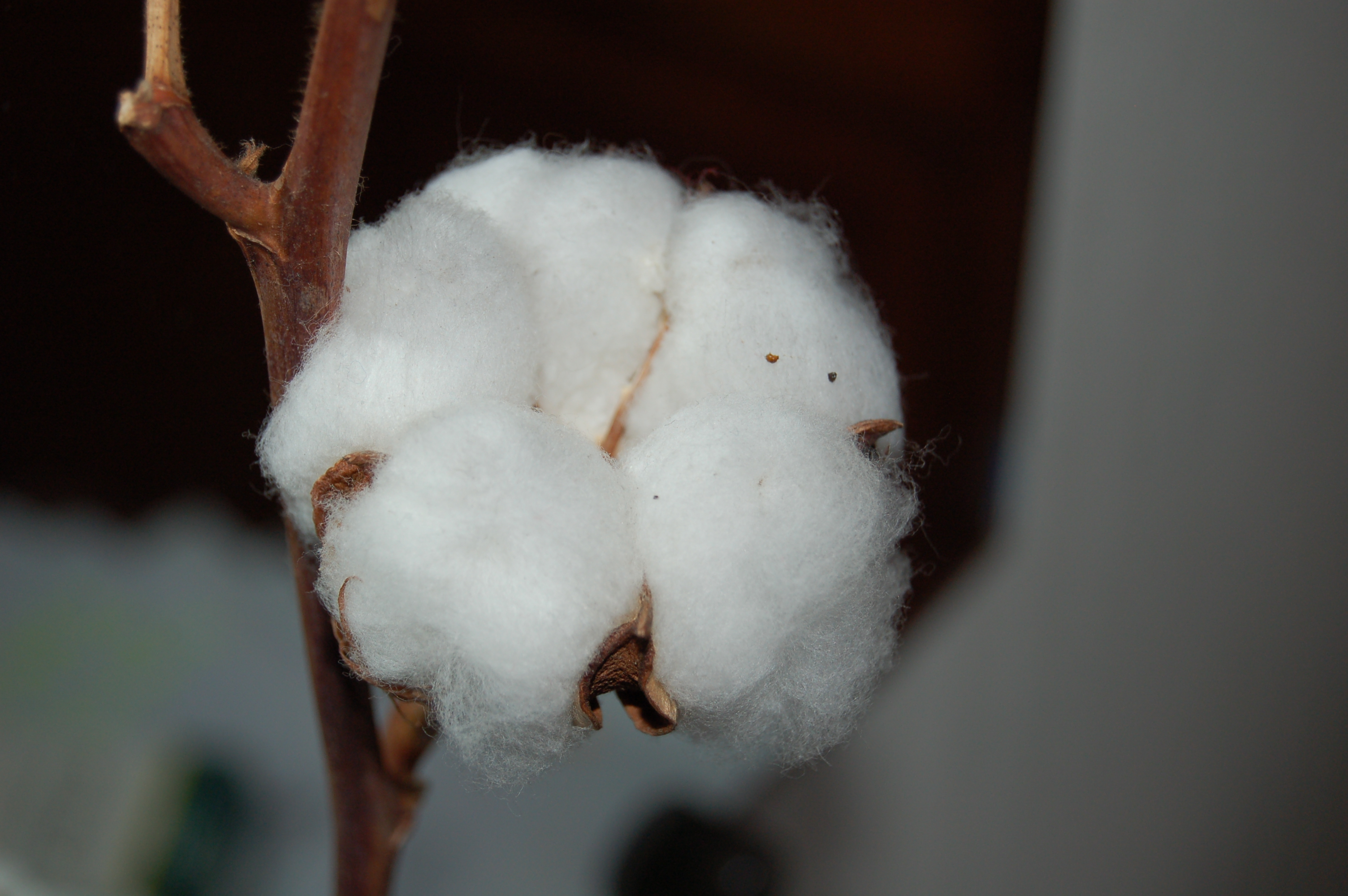
Capullo del algodón.

Los procesos industriales del algodón son: el algodón se transforma en hilo, el tejido de los hilos, el teñido, el estampado, entre otros procesos de acabado para mejorar su aspecto y cualidades.
El algodón es una fibra vegetal y natural de gran importancia económica como materia prima para la fabricación de tejidos y prendas de vestir.
La generalización de su uso se debe sobre todo a la facilidad con que la fibra se puede trenzar en hilos. La resistencia, la absorbencia y la facilidad con que se lava y se tiñe también contribuyen a que el algodón se preste a la elaboración de géneros textiles muy variados.

## La planta del algodón o

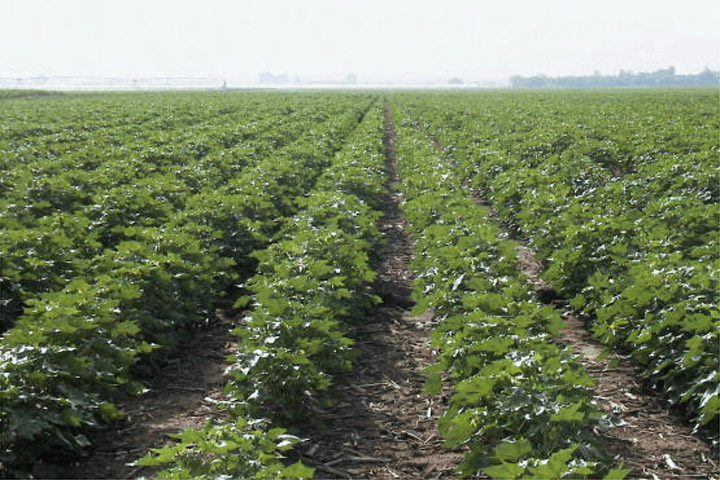
Plantación de algodón.

Producen el algodón unos arbustos pequeños de un género encuadrado.  El capullo se transforma al desarrollarse en una bola oval que, cuando madura, se abre y descubre gran número de semillas de color café o negras, cubiertas de una masa de pelos blancos. Cuando maduran por completo y se secan, cada uno de estos pelos es una célula, aplanada. 

### Cultivo
El algodón exige una estación de crecimiento prolongada con abundante sol y agua y tiempo seco durante la recolección. En general, estas condiciones se dan en latitudes tropicales y subtropicales de los hemisferios norte y sur.
El cultivo del algodón suele ser anual. La primera labor es el tronzamiento (corte) mecánico de la parte aérea de las plantas. A continuación se entierran estos restos vegetales y se deja descansar el suelo hasta el laboreo. La época de plantación es muy corta y tras ella, las plantaciones deben ser sometidas a cuidados intensos, ya que estas plantas son muy sensibles al ataque de las malezas y parásitos.
La recolección y la selección se suelen realizar a mano, en especial en países que tienen mano de obra barata; con ello se consigue un algodón de mejor calidad. Sin embargo existen algunos países donde la recolección se lleva a cabo de forma mecánica (Estados Unidos, Israel, Australia, ETC). Las recogedoras tienen un tambor vertical provisto de husillos que enganchan el algodón y lo arrancan de las bolas de semillas abiertas. Las peladoras son máquinas menos selectivas que arrancan las bolas de la planta.

## Procesado industrial

### Transformación industrial
Cuando el algodón llega a la planta desmotadora, se carga en el edificio por medio de conductos colocados en los camiones y remolques. En muchos casos, pasa primero por una secadora que reduce el contenido de humedad para facilitar las siguientes operaciones.
A continuación pasa a unas máquinas que separan del algodón toda la materia extraña: suciedad, restos de hojas, semillas, tallos, etc. El algodón limpio entra en las desmotadoras, que separan la fibra de las semillas. Por último, las fibras se empaquetan en balas, luego viene el proceso que implica básicamente la apertura, mezcla, cardado (en algunos casos también peinado), estirado y torcido para producir el material de los telares.
A continuación tiene lugar el hilado propiamente dicho. Este puede ser manual con el huso y la rueca, o con un torno de hilar. Sin embargo a nivel comercial se utilizan las hiladoras mecánicas. En todos los casos lo que se persigue es que se agrupen y tuerzan los filamentos continuos para formar hilos de varias hebras.

### Tejido
Para tejer se utiliza el telar y dos conjuntos de hilos, denominados respectivamente urdimbre (o pie) y trama. Los hilos de la urdimbre van a lo largo del telar, mientras que los de la trama van en dirección transversal. La trama se suministra por los lados del telar desde unas bobinas que se cambian automática o manualmente cuando se acaba el hilo. La lanzadera del telar hace pasar los hilos de la trama a través del telar, entrelazándolos perpendicularmente con la urdimbre. Modificando el número de hilos de la urdimbre y alterando la secuencia con la que se levantan o se bajan se logran diferentes dibujos y texturas. Durante el tejido, una capa protectora provisional conocida como imprimación protege los hilos de la urdimbre para evitar que se dañen.

### Teñido y estampado
El teñido del algodón puede ser de distintas formas: las telas pueden colorearse una vez tejidas (tinte en la pieza), pueden teñirse las fibras sueltas en una cuba (tinte en bruto) y, por último, puede teñirse el hilo o filamento antes de tejerlo (tinte en el hilo).
El principal método para estampar dibujos en algodón es el huecograbado mediante rodillos; en este proceso el dibujo se graba en rodillos de cobre (un rodillo para cada color) y se llenan las depresiones de los rodillos con pasta de estampado; a continuación se pasa la tela por los rodillos.

### Otros procesos de acabado
Además del teñido y el estampado, la tela recibe otros acabados para mejorar su aspecto y cualidades, como por ejemplo tratamientos para mejorar la resistencia a las arrugas en textiles como el algodón que no tiene la elasticidad de la lana o la seda. Los últimos avances en cuanto a acabados resistentes a las arrugas son los de planchado duradero o planchado permanente; además de lograr resistencia a las arrugas, estos acabados proporcionan pliegues permanentes
Mediante diversos tratamientos químicos también es posible mejorar la resistencia al encogido, a las manchas y a la suciedad. Otros procesos de acabado protegen contra el deslizamiento de los hilos o contra los daños provocados por el moho, las polillas o el fuego.

## Aplicaciones del algodón

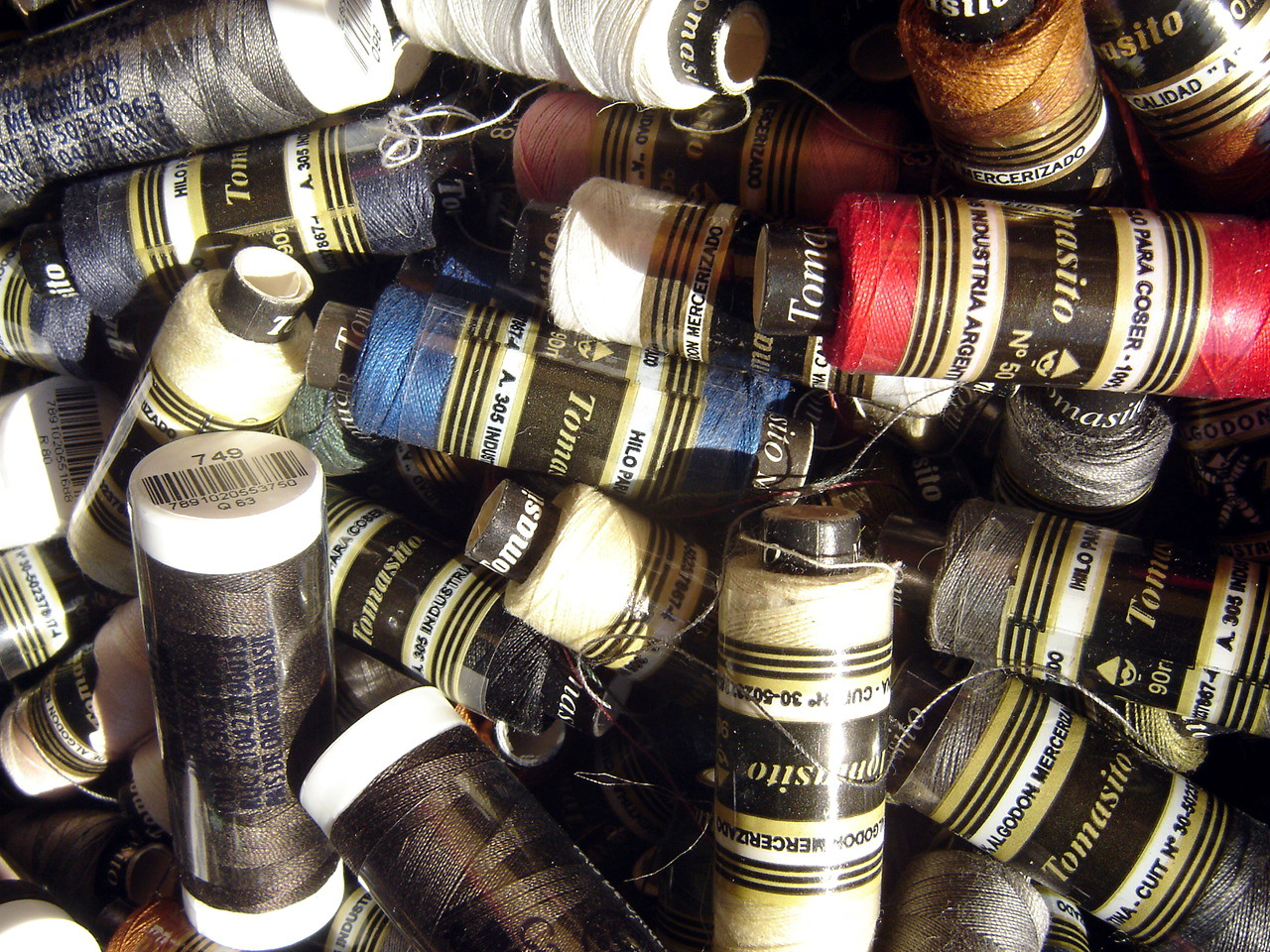
Bobinas de hilo de algodón.

Además de prendas de vestir y objetos domésticos, el algodón  se usa en productos industriales como filtros para acondicionadores de aire, balsas salvavidas, cintas transportadoras, carpas, neumáticos de automóvil, piscinas, cascos de seguridad o ventiladores de mina.
En muchas aplicaciones los textiles con recubrimientos protectores de plástico proporcionan mayor flexibilidad, menor peso y mejores resultados que los metales. Aunque para los productos industriales se utiliza toda clase de fibras, muchos se fabrican con una combinación de fibras sintéticas sobre una base de algodón.
Las fibras sintéticas hacen que la tela sea resistente al moho y se seque rápidamente, mientras que el algodón, más barato, proporciona volumen y estabilidad. En cuanto al uso artístico del algodón está la vestimenta; el mobiliario; el encaje y los tapices.
También se puede esterilizar para ser usado en salud y cosmética. Así, se emplea para poder frotar antisépticos tópicos como agua oxigenada o alcohol y para elaborar hisopos.

## Producción
Las fluctuaciones en la producción de algodón, incluso dentro de un mismo país, son importantes. Las causas de estas variaciones suelen ser debidas a condiciones ambientales, como la existencia de parásitos o las precipitaciones, y a condiciones económicas, como los costos de producción y la competencia de las fibras sintéticas. A pesar de ello, el algodón sigue siendo una materia prima importantísima para la industria textil.

### Teñido y estampado
El teñido del algodón puede ser de distintas formas: las telas pueden colorearse una vez tejidas (tinte en la pieza), pueden teñirse las fibras sueltas en una cuba (tinte en bruto) y, por último, puede teñirse el hilo o filamento antes de tejerlo (tinte en el hilo).

### Otros procesos de acabado
Además del teñido y el estampado, la tela recibe otros acabados para mejorar su aspecto y cualidades, como por ejemplo tratamientos para mejorar la resistencia a las arrugas en textiles como el algodón que no tiene la elasticidad de la lana o la seda. Los últimos avances en cuanto a acabados resistentes a las arrugas son los de planchado duradero o planchado permanente; además de lograr resistencia a las arrugas, estos acabados proporcionan pliegues permanentes.
Mediante diversos tratamientos químicos también es posible mejorar la resistencia al encogido, a las manchas y a la suciedad. Otros procesos de acabado protegen contra el deslizamiento de los hilos o contra los daños provocados por el moho, las polillas o el fuego.
- Datos: Q6087246